# Snøfrix
Snøfrix és una distribució del sistema operatiu GNU/Linux en CD autònom especialment dedicada l'educació, l'entreteniment i la multimèdia. Està basada en la distribució Debian GNU/Linux i utilitza l'entorn d'escriptori KDE per defecte.
Una de les característiques de la Snøfrix és l'àmplia col·lecció de jocs que incorpora, entre els quals hi ha Freeciv, Frozen Bubble, i Tux Racer. A més, Snøfrix incorpora programari bàsic d'oficina, com ara Kontact/KMail per al correu i OpenOffice.org per al tractament de textos, programari d'Internet com el Firefox per a navegar per la xarxa, o el Gaim per a la missatgeria instantània.